# After All (Michael Bublé)
After All is een nummer van de Canadese zanger Michael Bublé uit 2013, in samenwerking met de Canadese rockzanger Bryan Adams. Het is de tweede single van Bublés achtste studioalbum To Be Loved.
Bublé was al van jongs af aan groot van van Bryan Adams, die niet alleen op het nummer meezingt, maar ook te horen is op gitaar. "After All" is een vrolijk nummer dat gaat over een man die na een scheiding zijn vrouw weer terugkrijgt. Het nummer werd in tegenstelling tot voorloper It's a Beautiful Day nergens een grote hit. In Canada, het thuisland van Bublé en Adams, haalde het slechts de 96e positie. In Nederland haalde het nummer de 21e positie in de Tipparade, en in Vlaanderen bereikte het de 30e positie in de Tipparade.